# ترمینولوژی حقوق
ترمینولوژی حقوق کتابی پُرفروش از محمّدجعفر جعفری لنگرودی است.وی در کتاب وسیط در ترمینولوژی حقوق،صفحه ۱۹۵،واژه ۸۲۵ چنین گوید:سال ۱۳۳۴ نخستین بار بود که کتاب فرهنگ حقوقی را به چاپ سپردم.سال ۱۳۴۴ در تکمیل آن اثر ، کتاب ترمینولوژی حقوق را تالیف کردم و چاپ شد.بار سوم کتاب مبسوط در ترمینولوژی حقوق به سال ۱۳۷۷ به چاپ رسید در پنج مجلد که آن را زبان حقوقی مسلمانان جهان دانستم.هرگز در تصور من نمی‌گنجید که مشیت الهی به تکرار این عمل در بار چهارم تعلق گیرد ولی تعلق گرفت و کتاب وسیط را که تحریر ثانی و مستند از کتاب ترمینولوژی حقوق است به دست گرفتم.در فاصله چهل سال که از تاریخ طبع ترمینولوژی حقوق می‌گذرد فعالیت های تحقیقی علی -الدوام صورت پذیرفت و نظریه های علمی جدید مانند تئوری موازنه و فلسفه اعلی در جداسازی مباحث ماهیت و وجود وارد صحنه شد و بسی از اصطلاحات ، شفاف تر گردید پس مجال عرضه نتایج تحقیق چهل ساله داده شد.در طول این پنجاه سال که شاغل امر اصطلاحات حقوق بودم شاهد تجلیات فرمان مقدس آفریدگار بودم.

## موضوع
جعفری لنگرودی در این کتاب، که چکیده‌ای از کتاب مبسوط در ترمینولوژی است، به تشریح و تعریفِ ۶۱۹۶ اصطلاح فقهی و حقوقی پرداخته‌است.
این کتاب در پنج جلد تهیه شده و در آن مجموعا 15165 واژه و اصطلاح بر اساس الفبا، همراه با معانی و ذکر ماخذ گردآمده است. «حقوق مدنی و جزا»، «آیین دادرسی و ادله اثبات دعاوی»، «تاریخ سیاسی اسلام»، «فقه القرآن»، «فقه الحدیث» و «اصطلاحات جدید در حوزه علم حقوق» (مانند آزادی اقامت، بسط ید، آزادی اندیشه و بیان و ...) از جمله موضوعات این مجموعه هستند .
این کتاب، علاوه بر ترمینولوژی رشته‌های حقوق و رشته‌های مختلف فقه اسلامی، به مناسبت به تعریف اصطلاحات مهم علوم سیاسی و اقتصادی و تاریخ حقوق نیز می‌پردازد.